# Phyciodes emissa
Phyciodes emissa är en fjärilsart som beskrevs av Edwards 1871. Phyciodes emissa ingår i släktet Phyciodes och familjen praktfjärilar. Inga underarter finns listade i Catalogue of Life.